# Vitez
Vitez (v srbské cyrilici Витез) je město ve Středobosenském kantonu Bosny a Hercegoviny. Nachází se v údolí řeky Lašvy, nedaleko města Zenica, na hlavním silničním tahu mezi městy Travnik a Visoko, v nadmořské výšce okolo 400 m n. m. V roce 2013 zde podle posledního sčítání lidu v BiH žilo 6 633 obyvatel. Místní obyvatelstvo je smíšené, zhruba z poloviny bosňácké a zhruba z poloviny chorvatské národnosti.
Střed města vznikl po druhé světové válce v souvislosti s industrializací Bosny a Hercegoviny na základě prvního pětiletého plánu. Byla zde zřízena továrna na impregnaci dřeva, která se podílela na výrobě železničních pražců pro potřebu jugoslávských železnic. Zastoupen byl i chemický průmysl, především výroba PVC a dalších materiálů a rovněž průmysl zpracování skla.

## Obyvatelstvo
| Sčítání       | Národnost | Národnost | Národnost | Národnost | Národnost | Národnost | Národnost  | Národnost | Národnost         | Národnost | Celkem |
| Sčítání       | Bosňáci   | %         | Chorvati  | %         | Srbové    | %         | Jugoslávci | %         | ostatní a neznámí | %         | Celkem |
| ------------- | --------- | --------- | --------- | --------- | --------- | --------- | ---------- | --------- | ----------------- | --------- | ------ |
| 1971 (opčina) | 8 527     | 41,33     | 10 196    | 49,42     | 1 502     | 7,28      | 178        | 0,86      | 225               | 1,11      | 20 628 |
| 1991 (město)  | 2 647     | 36,20     | 2 607     | 36,20     | 741       | 10,29     | 937        | 13,01     | 268               | 3,72      | 7 200  |
| 1991 (opčina) | 11 514    | 41,32     | 12 675    | 45,49     | 1 501     | 5,38      | 1 377      | 4,94      | 792               | 2,87      | 27 859 |
| 2013 (opčina) | 10 513    | 40,69     | 14 350    | 55,54     | 333       | 1,28      |            |           |                   |           | 25 836 |